# Alaor Silvério Chaves
Alaor Silvério Chaves (Dores do Indaiá, 11 de novembro de 1942) é um físico brasileiro. É professor emérito da Universidade Federal de Minas Gerais e membro da Academia Brasileira de Ciências.

## Formação
Graduado em Física pela Universidade Federal de Minas Gerais em 1967, concluiu o mestrado na mesma instituição em 1969, orientado por Ramayana Gazzinelli, com a dissertação intitulada Efeito Mossbauer de Fe57 em Vermiculita. Em seguida foi para a Universidade do Sul da Califórnia, nos Estados Unidos, onde recebeu o grau de doutor em 1973, defendendo a tese Polarirons with A1 Symmetry in barium tittanate, sob a orientação de Sérgio Pereira da Silva Porto.

## Carreira acadêmica
Foi docente do Instituto de Ciências Exatas da Universidade Federal de Minas Gerais, do qual se tornou professor titular em 1980, atuando na área de Física da matéria condensada, tanto teórica quanto experimental. Foi presidente da Sociedade Brasileira de Física de 2007 a 2009.

## Obras
Ao longo de sua carreira, publicou diversos artigos científicos, além de livros de física, de ficção científica e de política científica:
- Física (Reichmann & Affonso Editores, 2001)[6]
- Física para o Brasil (Editora Livraria da Física, 2005)[7]
- Aplicações da física quântica (Sociedade Brasileira de Física, 2005)[8]
- Nanocarbon (Editora LTC, 2007)[9]
- Física Básica (LTC Editora, 2007)[10]

## Prêmios
É membro da Ordem Nacional do Mérito Científico, tendo recebido o grau de comendador em 1996 e a grã-cruz em 2005.